# 上海市吴淞中学
吴淞中学创办于1924年10月25日，坐落在上海市宝山区吴淞口畔，地处原“吴淞大学城”核心区域，是一所上海市实验性示范性高中。学校以“坚苦卓绝”为校训，传承“为吾校之光、为学术之光、为民族之光”的校歌精神，历经百年沧桑，形成了深厚的教育文化底蕴。作为中国近现代教育史的缩影，吴淞中学以抗战时期的“教育救亡”精神闻名，同时在现代教育中创新实践“道尔顿制”教学模式，设立“道尔顿工坊”、“观澜书院”、“宽正体育馆”等多种特色学生文体培育设施。

## 历史

### 创校背景（1905-1924）
20世纪初，吴淞口因“西学东渐”浪潮成为中国早期高等教育重镇。1905年，教育家马相伯在此创办复旦公学（复旦大学前身），随后中国公学、国立同济大学等名校相继落户，形成“吴淞大学城”。1922年，著名教育家舒新城先生在中国公学中学部率先实验“道尔顿制”，道尔顿制源于美国，是一种废除教师授课制，学生在教师指导下，自主学习的学习模式。道尔顿制“自由、合作、计划“的理念，其后被引入吴淞中学并贯彻至今。
1924年，教育家袁希涛（北洋政府教育部次长、代理总长）联合胞弟袁希洛，推动宝山县教育局创办县内第一所公办初中——吴淞中学。袁希涛提出“决胜于疆场，必先决胜于学校”，将校址定于吴淞大学城内，与复旦公学、同济附中毗邻。吴淞中学初创时仅30余名学生，且缺乏教师和校舍，只能借宝山淞阳小学上课。时任校长兼教导主任的黄鼎先生四处奔波，终于在吴淞镇筹款4000余元，购地10余亩，于翌年7月在吴淞镇泰兴路（今泰和路）建成临时校舍，让师生迁入。
1928年，吴淞区建立后，易名上海市立吴淞中学。

### 烽火岁月（1924-1949）
1928年程宽正任校长后，耗资3万银元兴建主教学楼——凹字楼。该楼呈“凹”字形，砖木结构，中庭设钟楼，顶悬铜钟（现藏校史馆）。
1932年“一·二八”事变中，日军多次进攻吴淞，舰炮击中凹字楼西翼，程宽正率师生用课桌搭掩体抢救图书仪器，仅存东侧教室。学校校产几乎全部被毁，只得让师生分别在和安小学、上海敬业中学、新陆师范学校三校继续上课。同年5月，在市政府拨款、社会各界的资助下，迁回吴淞，重建校园。此后，学校规模渐大，教学成绩日佳，声誉日隆。1937年，淞沪会战爆发，学校再遭兵燹，只得迁入市区，相继在和安小学、新寰中学、大华小学及吴淞小学授课。1938年改名上海私立和衷中学校，寓意着全校师生和衷共济度难关。
1941年，郑逸欣等教职工决心冒险复校，虚设校长，改名上海市私立五伦中学。至1946年抗战胜利，学校已分为五伦、吴淞两部。
1946年，前校长程宽正辞去教育部督学再任吴淞中学校长，在教育局和社会各界的鼎力支持下，于同年8月再次复校原址，并改用现称"上海市吴淞中学"，成为完全中学。还将吴淞大学城内相邻废弃的同济校舍与吴淞中学合为一体，校园面积被扩大。

### 新中国时期（1949年至今）
1949年，时任上海市长陈毅签署任命书，由中共地下党员王一知（李白烈士秘密电台联络人）出任首任校长，建立党支部与团支部。
1950年代，数学家朱凤豪任校长，培养出杨裕生（中国核试验技术、分析化学专家）、王思敬（工程地质、环境地质和岩体力学专家）、王威琪（生物医学工程学家）三位中国工程院院士。

## 校歌
陈柱尊  词  萧友梅  曲
江海之旁，城镇之乡，黉宇峨峨，多士跄跄；几经变乱，终焉允臧，永矢勿懈，为吾校之光！
江海之旁，城镇之乡，东西文化，往来相将；精勤敦笃，舍短取长，镕冶一炉，为学术之光！
江海之旁，城镇之乡，报国男儿，千古流芳；碧血犹存，仇耻敢忘？努力奋斗，为民族之光！

## 历任领导人
| 姓名   | 职务       | 任期      |
| 黄鼎   | 校长       | 1924-1927 |
| 朱复   | 校长       | 1927-1928 |
| 程宽正 | 校长       | 1929-1939 |
| 金克浩 | 代理校长   | 1946-1949 |
| 程宽正 | 校长       | 1946-1949 |
| 王一知 | 校长兼书记 | 1949-1950 |
| 朱凤豪 | 校长       | 1950-1969 |
| 杨葆生 | 书记       | 1950-1954 |
| 高志冲 | 校长       | 1978-1980 |
| 夏咸鼎 | 校长       | 1981-1985 |
| 吴庆之 | 书记       | 1980-1995 |
| 陆雷   | 校长       | 1985-1996 |
| 郑龙喜 | 校长兼书记 | 1996-1998 |
| 徐惠民 | 校长兼书记 | 1998-2013 |
| 张哲人 | 校长兼书记 | 2013-2021 |
| 施忠明 | 校长兼书记 | 2021-2024 |
| 施忠明 | 校长       | 2024-至今 |
| 周璟   | 书记       | 2024-至今 |

## 学生组织

### 校学生会
上海市吴淞中学学生会，简称吴淞中学学生会，是在学校党委的领导和团委的指导下茁壮成长的学生自治组织。以服务同学为宗旨。下设主席团及组织部、办公室、学习部、宣传部、媒体部、综合服务部、文体活动部、外联部风纪部、礼仪部等十个职能部门。